# Новая Кирга
Новая Кирга (баш. Яңы Кирге) — деревня в Янаульском районе Республики Башкортостан Российской Федерации. Входит в состав Сандугачевского сельсовета.

## География

### Географическое положение
Расположена на реке Сандугач. Расстояние до:
- районного центра (Янаул): 16 км,
- центра сельсовета (Сандугач): 4 км,
- ближайшей ж/д станции (Янаул): 16 км.

## История
Деревня возникла как выселок из деревни Кирга Осинского уезда Пермской губернии между 1850 и 1858 годами, в 1859 году в ней было 32 двора и 204 жителя (все удмурты). В конце 1865 года — деревня 3-го стана Бирского уезда Уфимской губернии, 34 двора и 218 жителей (108 мужчин и 110 женщин). В деревне находилось волостное правление, жители занимались сельским хозяйством и пчеловодством.
В 1896 году в деревне — центре Новокыргинской волости IV стана Бирского уезда — 63 двора, 364 жителя (177 мужчин, 187 женщин), инородческое училище,
водяная мельница и бакалейная лавка.
В 1920 году по официальным данным в деревне было 57 дворов и 309 жителей (142 мужчины, 167 женщин), по данным подворного подсчета — 329 удмуртов в 52 хозяйствах.
В 1926 году деревня относилась к Янауловской волости Бирского кантона Башкирской АССР.
В 1930–31 годах образовался колхоз «Комбайн», вошедший в 1951 году в состав колхоза имени Матросова.
В 1982 году население — около 120 человек.
В 1989 году — 75 человек (35 мужчин, 40 женщин).
В 2002 году — 73 человека (32 мужчины, 41 женщина), удмурты (97 %).
В 2010 году — 51 человек (23 мужчины, 28 женщин).

## Население
| 2002 | 2009 | 2010 |
| ---- | ---- | ---- |
| 73   | ↘66  | ↘51  |